# Zdeněk Daněk
Zdeněk Daněk (* 12. listopadu 1977 Pardubice) je český malíř, burianolog a animátor. Ústředním tématem jeho práce je krajina, vztah člověka ke krajině a problémy vznikající mezi kulturou a přírodou.

## Život
Studoval střední Výtvarnou školu Václava Hollara, dále pak Vysokou školu uměleckoprůmyslovou v Praze v ateliéru malby prof. Nešlehy, v ateliéru filmové a televizní grafiky prof. Bárty a diplom získal v ateliéru prof. Berana na Akademii výtvarných umění v Praze. V letech 2018–2022 působil jako pedagog na Vysoké škole uměleckoprůmyslové v Praze.
Je členem několika uměleckých skupin: Deep Emotion (1997–99), Rekreace 99 (1999–2000), Arttoday (2003–04), Uskupení Tesla (2008),[ve zdroji nenalezeno] Reprezentace (2012) a kytaristou recesistické kapely Rowná ZÁda (2007).[ve zdroji nenalezeno]

## Dílo
Začínal jako figuralista (získal ocenění za kresbu roku 1998 na VŠUP), ale postupně objevoval svůj vztah ke krajině. Již během studia na sebe upozornil „Zvířecími obrazy“ (2000), které byly malovány jako z pohledu zvěře a vymykaly se tehdejší produkci. V té době začal svoje ateliérové (komponované) obrazy malovat v plenéru.[zdroj?]
V reakci na zhoršování krajiny v rodné obci Bezděkov založil okrašlovací spolek BEZ. Následně využil možnosti českého objevu fotokatalytického jevu TiO2  a namaloval sérii „Aktivní obrazy“ (2008) s environmentálními tématy barvou, která čistí vzduch. Obrazy se tak staly aktivními ke svému okolí.
Jeho práce je postavena na pevných základech malby a kresby a i nadále se snaží o její hlubší pochopení. Nehledá styl, pohybuje se v oblasti realistické malby, která disponuje širokou škálou malířských prostředků a průběžným experimentováním hledá možnosti nového pohledu na realistické zobrazování. Využívá konceptuální přístupy, např. pracuje s okolnostmi vzniku obrazů. Popisnost realistického obrazu považoval za překážku k vnímání obrazových kvalit. V sérii „Rozklad obrazu“ (2015) se zaměřil na oslabení vztahu mezi malbou a zobrazovaným předmětem.
Zdeněk Daněk je členem klubu přátel Zdeňka Buriana. Zkoumal a odhalil tajemství provedení jeho kvašové techniky. Použil ji a zbavil popisnosti v cyklu „Burianovská abstrakce“ (2012).

## Výstavy (výběr)

### Samostatné
- 2001 – Jelein (Daněk, Slezarová) Malby a fotografie dvojice nezávislých uctívačů, Divadlo hudby, Olomouc
- 2003 – Krajinarájinak, Galerie Pokorný, Prostějov
- 2007 – Tlapky na ramena!, Činoherák,[ujasnit] Ústí n. Labem
- 2007 – Obrazy, které léčí, Galerie Mázhaus, Pardubice[9]
- 2007 – Uprostřed, Galerie Pecka, Praha
- 2008 – Uprostřed Srdce (Daněk, Kudrnáč, Vendlová), Galerie AVU, Praha
- 2009 – Dočasné? krásy Trojmezí (výstava upozorňující na přírodní park ohrožený výstavbou)(Daněk, Kudrnáč, Basjuk), Veletrh Biostylu, Praha
- 2009 – Aktivní obrazy, Galerie České pojišťovny, Praha
- 2009 – Uprostřed a kolem, Galerie Sýpka, Valašské Meziříčí
- 2013 – Zdeněk, Galerie K.art.on, Praha
- 2015 – Pokrytá pařezy a potoky / Obraz zezadu, galerie U lávky, Praha
- 2018 – DNA obrazů, Galerie Václava Špály, Praha[10]
- 2019 – Daněk v lese, Galerie Felixe Jeneweina, Kutná Hora[11]
- 2019 – Úskalí, Galerie XXL, Hříškov
- 2019 – Zelené obrazy, Galerie UFFO, Trutnov[12]
- 2020 – Oni fakt malují venku (Daněk, Kašpar), Galerie MY, Jablonec n. Nisou

### Skupinové
- 1998 – Deep Emotion – výstavní turné, galerie Fiducia v Ostravě a v Nová galerie v Uničově
- 1999 – REKREACE – výstavní turné, v kinosále Třeboň a v galerii Na dvorku v Českých Budějovicích
- 2000 – KAMARÁDI, galerie AVU, Praha (Daněk, Grus, Kubík, Lachman)
- 2003 – Zlínský salon mladých, Dům umění ve Zlíně
- 2003 – Čtvercová leč (ARTTODAY), galerie Nová síň v Praze
- 2004 – Perfect Tense, Jízdárna Pražského hradu
- 2005 – Česká krajinomalba, Oblastní galerie Liberec
- 2005 – Akty v akci, Muzeum Šumavy – galerie, Kašperské Hory[13]
- 2006 – Zlínský salon mladých, Dům umění ve Zlíně
- 2007 – Nová Trpělivost, Výstavní síň Mánes, Praha
- 2008 – TRANSFER, White BOX Gallery, München
- 2008 – DRUHÁ PŘÍRODA, galerie U Jonáše, Pardubice, galerie Kritiků Adrie, Praha
- 2009 – Nanoskop (DOXNANO), DOX centrum současného umění, Praha
- 2009 – TRANSFER – Česká nár. budova v New Yorku
- 2010 – Sex extrémně líbezný, galerie XXL, Louny
- 2011 – Eko Bio, Divadlo Reduta, Brno
- 2011 – Lovu zdar, Nitranská galerie, Nitra
- 2014 – REPREZENTACE Dobra, Trafo Galery, Praha[14]
- 2015 – REPREZENTACE Rozkladu, galerie Artatak, Praha[15]
- 2015 – Výstava, kde hanba nebýt a chyba vystavovat, galerie Kvalitář, Praha
- 2015 – Existuju, autoportrét v současném českém výtvarném umění, galerie 35m2
- 2016 – Nevyléčitelní romantici, Galerie města Trutnova, Trutnov
- 2017 – Fascinace skutečností, Muzeum moderního umění, Olomouc
- 2017 – Krajina 2017, Nová galerie, Praha
- 2018 – Reality show, Galerie Hejtmánek, Praha
- 2019 – Krajinow, Muzeum umění a designu Benešov
- 2019 – Dialogy, Galerie Kooperativy, Praha
- 2019 – Portrét v Čechách pohledem dvou staletí, Císařská konírna, Praha

## Ocenění:
- 1998 – Nejlepší figurální kresba, Figurama, VŠUP
- 2022 – Nejkrásnější známka roku 2022, Chudobínská borovice
- 2023 – Best pleinair landscape (March), Pleinair salon art competition

## Ilustrace
- Arthur Ransome - Nechtěli jsme na moře - Vlaštovky a Amazonky 7., Albatros, 2021

- David Vann - Ostrov Sukkwan, Argo, 2011

- Marylin Robinsonová - Ztrácení, Argo, 2008
- N.S.Mommaday - Dům z úsvitu, Argo, 2001
- Časopis ABC, 2007-2017
- Inka Neumaierová - Řízení hodnoty podniku aneb nedělejme z podniku záhadu, Profess Consulting, 2005

- Poštovní známka - Chudobínská borovice, 2022
- Poštovní známka - Osobnosti: Eduard Štorch, 2018
- Poštovní známka - Štěňata, Český strakatý pes, 2016